# 萊斯特山
47°03′54″N 9°14′01″E / 47.0651°N 9.2336°E

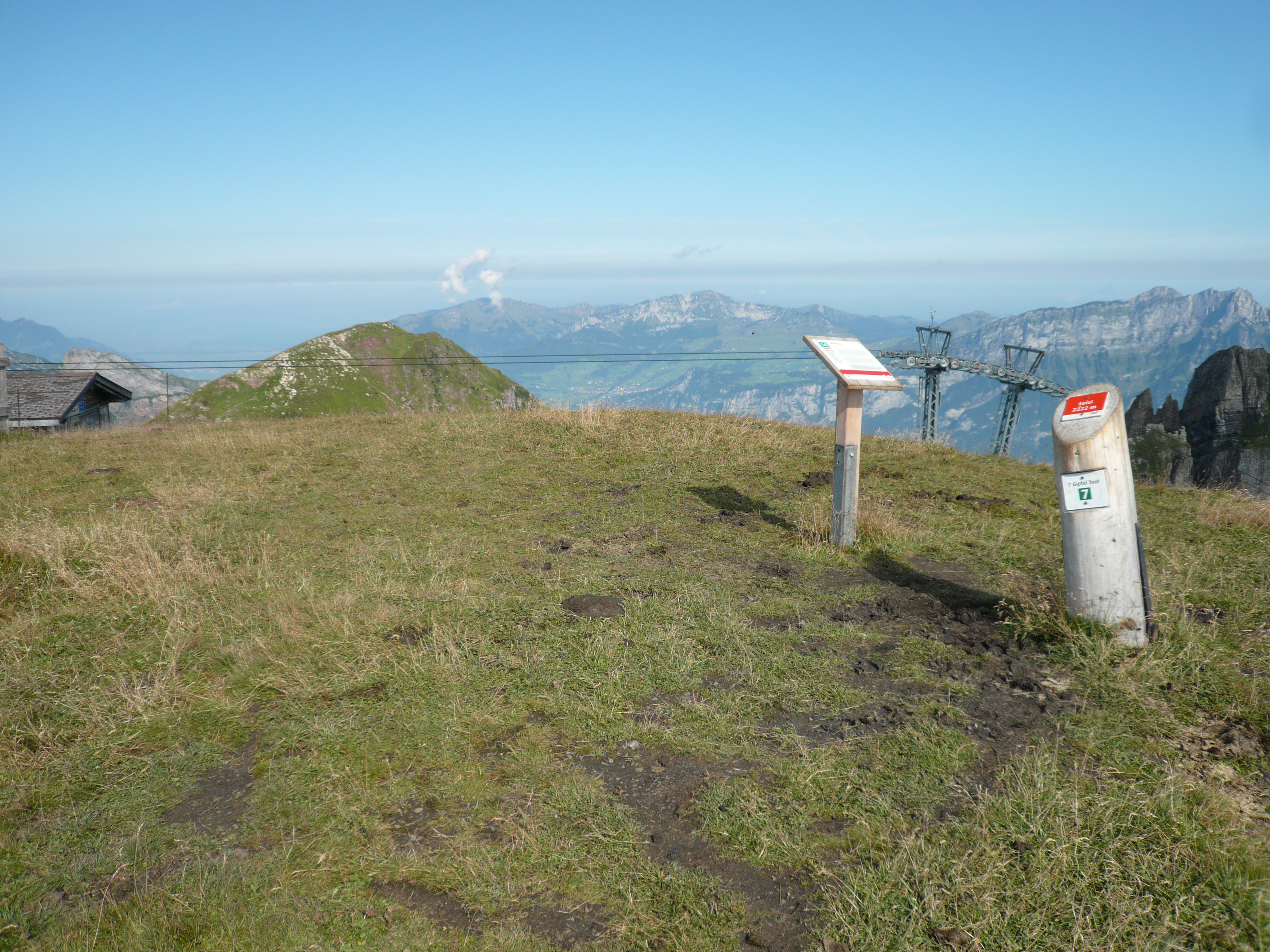

萊斯特山（德語：Leist），是瑞士的山峰，位於該國東北部，由聖加侖州負責管轄，距離賴尼薩爾特斯山0.8公里，海拔高度2,222米，每年平均降雨量1,954毫米。